# Napoleó III
Charles Louis Napoléon Bonaparte (París, 20 d'abril, 1808 - Chislehurst, Kent, Anglaterra 9 de gener 1873). Darrer monarca de França, tercer fill del rei Lluís Bonaparte i de la reina Hortense de Beauharnais; ambdós monarques del regne d'Holanda durant les guerres napoleòniques, i nebot de Napoleó Bonaparte.
Estava casat amb Eugènia de Montijo (comtessa de Teba), una noble espanyola d'ascendència escocesa i espanyola. Amb ella va tenir un fill, Eugéne Bonaparte (1856-1879), qui a la seva mort es convertí en cap de la família i fou nomenat pels seus partidaris Napoleó IV.
Napoleó III va morir exiliat a Anglaterra el 9 de gener de 1873. És enterrat a la Cripta Imperial de l'Abadia de Sant Miquel, Farnborough (Anglaterra).

## Joventut
El 1816, quan tota la família Bonaparte hagué d'exiliar-se a Arenenberg (Suïssa) amb la seva família, un antic militar al servei del seu oncle el va instruir en les arts militars. A partir de 1823, Hortense i els seus fills es van establir a Roma tornant a Arenenberg a l'estiu, on Louis-Napoleon descobreix la política al costat dels liberals italians al voltant dels temes de la llibertat i la nació. El 1830 ingressà a l'exèrcit suís convertint-se en cadet a l'Escola Militar Central Federal de Thun dirigida aleshores pel futur general Guillaume Henri Dufour i el 1834 assolí el grau de capità. Conspirador amb el seu germà gran per a la unificació italiana, es va fer hereu del tron imperial després de les successives morts del seu germà gran Napoléon Louis el 1831 i del seu cosí el duc de Reichstadt el 1832. L'octubre del 1836 intentà un cop d'estat a Estrasburg i el govern de Lluís Felip I de França el va exiliar als Estats Units d'Amèrica. El 1839 va imprimir 500.000 exemplars del seu ideari polític (barreja de liberalisme autoritari, socialisme utòpic i romanticisme)

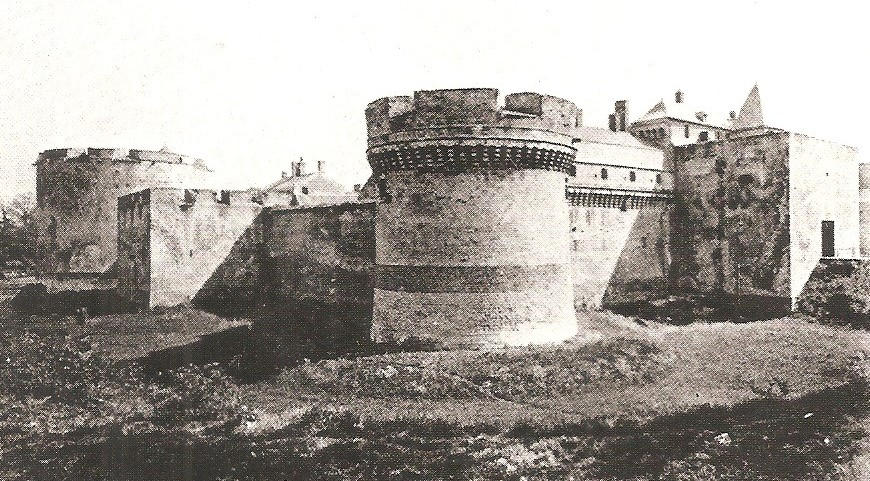
El castell de Ham abans del seu enderroc

El 1840 intentà novament un cop d'estat a Boulogne-sur-Mer, que també fracassà. Aquest cop fou condemnat a cadena perpètua en còmodes condicions de detenció al Castell de Ham en un apartament de diverses habitacions i possibilitat de rebre llibres i visites a l'exterior. Va aprofitar la captivitat per dedicar-se a estudiar i avançar en la seva causa en l'opinió pública escrivint fullets i articles a revistes locals. El 25 de maig de 1846, després de sis anys de captivitat, va escapar de la seva presó amb l'ajut d'Henri Conneau, prenent la roba i els papers d'un pintor anomenat Pinguet. Quan es va descobrir la seva fugida ja era a Bèlgica i, l'endemà, a Anglaterra. Exiliat a Londres, no tornaria fins al 1848, de cara a presentar-se a les eleccions.

## La Segona República
El 4 de juny del 1848 fou escollit com a diputat a l'Assemblea Nacional. Quan el 4 de novembre fou promulgada la Segona República Francesa, es presentà a les eleccions presidencials, les primeres per sufragi universal. Fou escollit President de la República francesa el 10 de desembre del 1848 amb el 75% dels sufragis. Durant el 1849 s'enfrontà sovint a la política conservadora l'Assemblea, i reclamà més poders.
El matí del 2 de desembre del 1852, seixanta mil homes, recolzats per més de cent peces d'artilleria liderades per Jacques Leroy de Sant Arnaud ocupava punts estratègics de París, de l'Avinguda dels Camps Elisis al Palau de les Teuleries, assumeix poders dictatorials el març 1852 per un període de 10 anys, i el 2 desembre del 1852 es proclama Emperador del Segon Imperi francès. Els principals líders de l'oposició, republicans o monàrquics van ser detinguts i promulgats sis decrets per establir l'estat de Lluís Napoleó. Es van ocupar totes les impremtes, inclosa la Imprimerie Nationale i només es va permetre continuar apareixent diaris favorables a l'Elisi. Els cafès (llocs per a la discussió política) i els estables (on es podien llogar cavalls per escapar de París) es van tancar. L'Assemblea Nacional es va dissoldre, i el sufragi universal es va restaurar. Lluís Napoleó va declarar que s'estava preparant una nova constitució i va dir que pretenia restaurar el "sistema establert pel Primer Cònsol."
Com a reacció a aquest cop d'Estat, els parlamentaris es van refugiar a l'oficina de l'alcalde del districte 20 de París i 220 d'ells van votar a favor d'expulsar Lluís Napoleó del poder. Els més destacats entre aquests van ser els liberals com Rémusat i els moderats com Pascal Duprat, que van ser detinguts poc després. Una insurrecció parisenca liderada pels admiradors de Victor Hugo i Victor Schoelcher va esclatar tot haver-hi un control estricte per part de l'exèrcit. Els insurgents van ser ràpidament derrotats. El 3 de desembre, el parlamentari Alphonse Baudin va morir i el 4 de desembre, 200 persones més van ser víctimes de la revolució. El periodista italià Ferdinando Petruccelli della Gattina va ser un dels rebels i va ser expulsat de França. A la tarda, la revolta de París va ser suprimida i la ciutat va tornar a la normalitat. El mateix any, començà a enviar presos i criminals polítics a colònies penals com l'Illa del Diable o Nova Caledònia. El 28 d'abril de 1855 va sobreviure a un intent d'assassinat.

## Campanyes militars

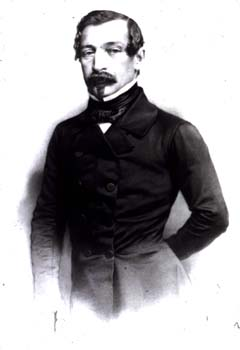
Napoleó III

La seva política exterior pretenia restablir el poder francès a Europa i al món. Va trencar l'aïllament diplomàtic de França, desitjat al Congrés de Viena per tres potències de la Santa Aliança, pel seu acord amb Gran Bretanya durant la Guerra de Crimea, el seu suport als moviments nacionals (en particular durant la unitat italiana contra l'Imperi d'Àustria), i a través de les seves diferents operacions a l'estranger, de vegades en coalició amb la Gran Bretanya, que van permetre l'expansió del territori a Niça i [Savoia i l'expansió colonial i comercial. Aquesta política però provocà l'hostilitat del regne de Prússia i patí un fracàs a Mèxic. Les tensions amb Prússia van provocar el parany d'Ems i la guerra guerra francoprussiana de 1870, que va segellar la fi del Segon Imperi. El 2 de setembre de 1870, Napoleó III va ser capturat durant la batalla de Sedan. El 4 de setembre de 1870 es va proclamar la Tercera República. Napoleó III es va exiliar a Anglaterra, on va morir el gener de 1873.

### Guerra de Crimea
L'ambició de Napoleó III de restaurar la grandiositat de França va iniciar la cadena d'esdeveniments que van fer que França i Gran Bretanya declaressin la guerra a Rússia. Va afirmar l '"autoritat sobirana" de França sobre la població cristiana de Palestina en detriment de Rússia, patrocinador de l'ortodòxia oriental i va nomenar al marquès de La Valette com ambaixador a l'Imperi Otomà. Rússia va discutir aquest intent de canvi d'autoritat atenent als tractats anteriors, els otomans van renunciar al tractat francès i van declarar que Rússia era la protectora dels cristians ortodoxos a l'Imperi Otomà. Napoleó III hi va respondre amb una demostració de força enviant el vaixell de la línia Carlemany al mar Negre, fet que violava la Convenció dels Estrets de Londres però que va induir Abdülmecit a acceptar un nou tractat que confirmés França i l'autoritat suprema de l'Església catòlica sobre els llocs sants catòlics, inclosa l'Església de la Nativitat, que havia estat en mans de l'Església Ortodoxa Grega.
La guerra va esclatar quan Nicolau I, tsar de Rússia, va decidir d'atacar els territoris de l'imperi turc a fi d'expandir-se, amb l'excusa que tenia dret jurisdiccional sobre els cristians ortodoxos que aleshores vivien sota domini de l'Imperi Otomà, i la resposta de Napoleó a la demanda de Rússia va dur a una victoriosa participació de França a la Guerra de Crimea entre març 1854 i març de 1856.
També aprovà enviar una expedició naval el 1858 per a castigar els vietnamites i forçar la seva monarquia a acceptar una presència francesa al territori. El 14 de gener de 1858 Napoleó patí un altre intent d'assassinat per part de Felice Orsini i els seus companys usant bombes Orsini davant l'Òpera de París.

### Segona guerra de la independència italiana
La intervenció en la guerra de Crimea va acostar el Regne de Sardenya a França, units pel desig d'expulsar l'Imperi Austríac d'Itàlia, Camillo Benso di Cavour i Napoleó III pels Acords de Plombières del 21 de juliol i el tractat de Torí, el Piemont de 1858 van establir les bases de la posterior aliança sardo-francesa que es va concloure el gener de 1859 i preveia una guerra comuna contra Àustria i va establir, en cas de victòria, el pas del Regne Llombardovènet a Víctor Manuel II, que a canvi hauria de cedir Niça i Savoia a França.
El 14 de maig de 1859, Napoleó III, que havia marxat el 10 de maig de París i desembarcat el dia 12 a Gènova, va prendre el camp d'Alexandria i va assumir la direcció de l'exèrcit franco-piemontès. Amb el gruix de l'exèrcit localitzat entre el riu Ticino i el Po, el 20 de maig de 1859 Ferencz Gyulai va comandar un gran reconeixement de camp al sud de Pavia que va ser frenat a la batalla de Montebello (20-21 de maig) en la qual hi van participar el general Élie-Frédéric Forey per part dels francesos, futur mariscal de França, i la cavalleria sarda sota la direcció del coronel Morelli di Popolo. El 30 i 31 de maig els piamontesos de Cialdini i de Durando van aconseguir una brillant victòria a la batalla de Palestro. Paral·lelament els francesos van travessar el Ticino el 2 de juny i van assegurar el passatge combatent amb els austríacs a la batalla de Turbigo. Gyulai havia concentrat les pròpies forces a prop de Magenta, que va ser assaltada el 4 de juny pels franco-piamontesos. L'exèrcit de Napoleó III va travessar el riu Ticino i va desembarcar i desbordar el flanc dret austríac, amb la qual cosa va obligar l'exèrcit de Gyulai a retirar-se. La batalla de Magenta no va ser especialment gran, ja que no hi van participar ni la cavalleria ni l'artilleria, però va ser una victòria decisiva per decantar la guerra cap al bàndol sardo-francès. Els franco-italians van patir 5.600 baixes i els austríacs 10.200. El 5 de juny, l'exèrcit derrotat va abandonar Milà, on va entrar l'1 de juny el Patrice de Mac-Mahon, artífex de la victòria a Magenta, per preparar l'endemà l'entrada triomfal de Napoleó III i Víctor Manuel II aclamats pel poble.

Itàlia en 1843 i les incorporacions al Regne d'Itàlia i l'Imperi Francès

La guerra es va tancar amb el Tractat de Zuric el novembre, pel qual els Habsburg van cedir la Llombardia a França, la qual la va cedir a la casa de Savoia. Àustria conservà el Vèneto, el Trentino, el Tirol del Sud, el Friül - Venècia Júlia i les fortaleses de Mantova i Peschiera. Tots els estats italians, fins i tot el Vèneto, que era austríac, hagueren d'unir-se a una confederació italiana, presidida pel Papa.

### Segona intervenció francesa a Mèxic
El 1862 es va realitzar la Segona intervenció francesa a Mèxic, començant al port de Veracruz amb la batalla de Fortín cap a la ciutat de Mèxic l'abril, emprenent la campanya militar cap al centre del país. Els mesos de setembre i octubre de 1862 van desembarcar nombroses tropes franceses, prenent la ciutat de Puebla en 17 de maig de 1863 i finalment la ciutat de Mèxic en 10 de juny de 1863, iniciant el període conegut com el Segon Imperi Mexicà amb la coronació el 10 d'abril de 1864 de Maximilià I de Mèxic. Acabada la Guerra Civil dels Estats Units, Andrew Johnson va reconèixer Benito Pablo Juárez García com a legítim president, i França hagué de retirar les tropes en saber que Prússia es preparava per atacar-la. L'emperador va concentrar les seves tropes a Querétaro, on fou assetjat pels liberals comandats per Mariano Escobedo, i les tropes de reforç de la capital foren interceptades per Porfirio Díaz, que assetjà la capital. Finalment l'emperador es lliurà el president entrà a la capital en 15 de maig de 1867, i l'emperador i els generals Miramón i el general Mejía foren afusellats el 21 de juny en el Cerro de las Campanas, acabant amb el Segon Imperi Mexicà.
L'octubre de 1865 a Biarritz, el canceller prussià Otto von Bismarck va obtenir de Napoleó III que França restés al marge d'un previsible conflicte austroprussià, mentre Prússia es comprometia a donar suport al Regne d'Itàlia per aconseguir l'annexió de Venècia, en mans austríaques. Napoleó va pensar que el conflicte seria llarg i li permetria actuar de mitjancer i potser aconseguir nous avantatges territorials. L'emperador es va comprometre a fer de mediador davant dels italians, i així aconseguí una aliança ofensiva-defensiva contra Àustria firmada l'abril de 1866, però Prússia derrotà fàcilment Àustria en la Guerra austroprussiana.

### Guerra francoprussiana
El 1870 una hàbil jugada diplomàtica d'Otto von Bismarck provocà que Napoleó III mobilitzés el seu exèrcit el 15 de juliol de 1870 i va llançar una ofensiva abans que Helmuth von Moltke poggués mobilitzar i desplegar tota la seva força, declarant la guerra a Alemanya, i el 31 de juliol l'exèrcit va avançar cap al Saar per apoderar-se de Sarrebruck.
La batalla de Wissembourg, la batalla de Spicheren i la batalla de Gravelotte foren tres derrotes franceses crítiques, i els francesos es van retirar a Metz, on van ser assetjats per més de 150.000 tropes prussianes del primer i segon exèrcit. La inactivitat de François Achille Bazaine va permetre a Helmuth von Moltke millorar les seves línies al voltant de Metz i intensificar la caça de MacMahon. En aquest moment Napoleó III i Patrice de Mac Mahon van formar el nou exèrcit francès de Châlons, per marxar cap a Metz a rescatar Bazaine. Les tropes franceses foren assetjades i derrotades el 2 de setembre a Sedan, i el mateix Emperador hi fou fet presoner a la batalla de Sedan. A Alemanya, Guillem I i Otto von Bismarck proclamaren el Segon Reich, mentre a París Napoleó III era destituït i es proclamava el Govern de Defensa Nacional encapçalat pel General Louis Jules Trochu, sota el setge prussià de París, i la Tercera República Francesa. La Guerra francoprussiana fou un autèntic desastre per a França.
Després de l'armistici amb França, el 10 de maig de 1871 Adolphe Thiers va signar el Tractat de Frankfurt, que donava a Alemanya milers de milions de francs en concepte d’indemnització de guerra, així com la major part d’Alsàcia i parts de Lorena, que es va convertir en el Territori Imperial d’Alsàcia-Lorena (Reichsland Elsaß-). Lothringen). El resultat de la guerra va suposar una forta humiliació per als francesos, que es compta entre una de les moltes causes de la Primera Guerra Mundial, va canviar novament la forma de l'estat francès a la definitiva República i va completar la Unificació alemanya, de la qual va emergir l'Imperi Alemany. El ressentiment de la derrota francesa va estimular el moviment revolucionari de la Comuna de París, un govern socialista que va exercir el poder breument a la ciutat de París des del 18 de març (formalment el 26 de març) del 1871 fins al 28 de maig del mateix any.

## Política interna

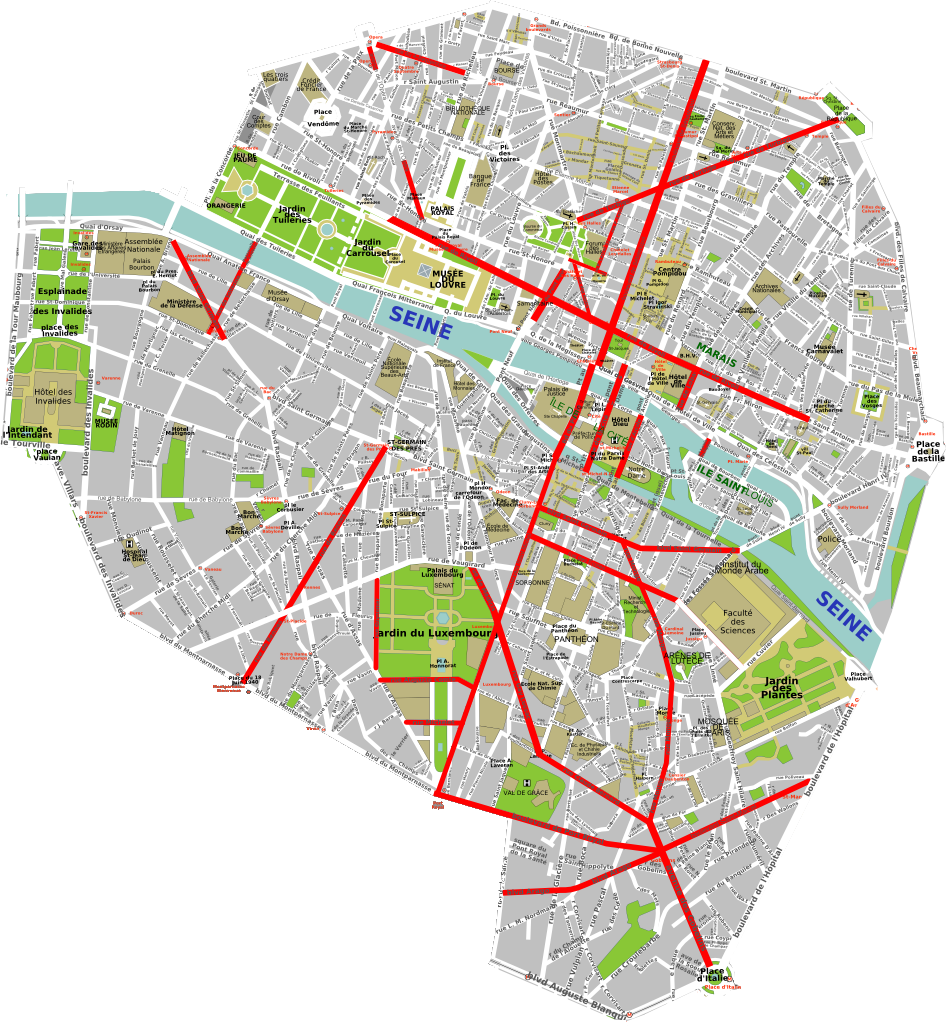
Els principals eixos creats o transformats entre 1850 i 1870 al centre de París

Una de les fites més importants del seu regnat fou la reconstrucció de París. Això es va fer per a reduir la capacitat de futurs revolucionaris en desafiar el govern. Grans seccions de la ciutat foren demolides i el traçat de carrers vells i complicats es va substituir per amples avingudes, amb la intenció de permetre l'ús de canons fàcilment dins de la ciutat. La reforma urbanística de París fou dirigida per Georges Eugène Haussmann, prefecte del Sena. La idea oficial dels treballs va ser una millor circulació de l'aire i dels homes, adient-se amb les teories higienistes, heretades de les «Llums» i aleshores en ple desenvolupament, però també en reacció a l'epidèmia de còlera de 1832. Un altre objectiu, menys reconegut, era de dominar eventuals aixecaments populars, en record dels de 1830 i 1848 i l'especulació immobiliària. Aquesta campanya fou titulada «París embellida, París ampliada, París sanejada».
El baró també dirigí la construcció de la xarxa de vies fèrries. El disseny no era gaire afortunat, ja que totes les vies portaven a París. Va fer els traçats entre París i Lió, Caen, i Marsella, però cap línia que connectés aquestes ciutats entre si. Per a viatjar de Marsella a Bordeus calia anar a París. Això era econòmicament ineficaç i també, militarment, provocà que els francesos fossin més lents en organitzar-se que no pas els prussians.

## Família

### Matrimoni, fill i família

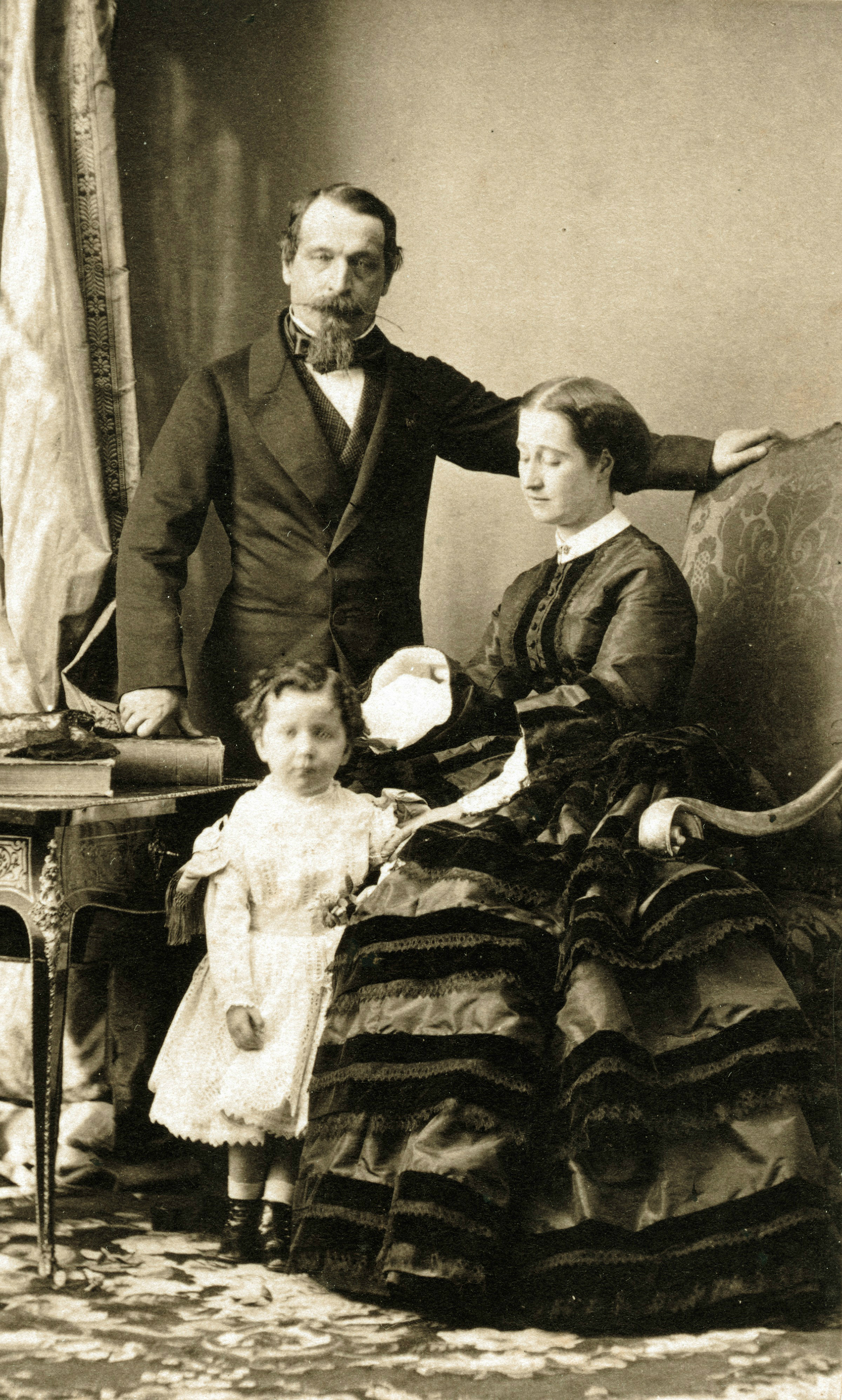
La família imperial fotografiada cap a l'any 1858.

Casat amb Eugenia de Montijo, comtessa de Teba, una noble espanyola d'ascendència escocesa i espanyola, Napoleó III va tenir un fill, Eugeni Bonaparte (Napoleó Eugeni Lluís Bonaparte, 1856-1879), qui a la mort de Napoleó III es va convertir en cap de la família i va ser anomenat pels seus partidaris Napoleó IV.

### Controvèrsia sobre el seu parentiu amb Napoleó I
A l'abril de 2014, estudis d'ADN van demostrar que l'emperador Napoleó III no era nebot de Napoleó Bonaparte. Se sap que la seva mare va tenir un fill il·legítim amb el general Charles Joseph, comte de Flahaut, Carles August de Morny. No resulta forassenyat pensar que el mateix Charles Joseph fos igualment el pare biològic de Napoleó III. Això implicaria que el monarca francès seria net de Talleyrand, atès que s'accepta que Charles Joseph era en realitat fill biològic del polític i diplomàtic francès.